# Енріке Баліньйо
Енріке Баліньйо (ісп. Enrique Baliño, 20 червня 1928 — 14 жовтня 2018) — уругвайський баскетболіст.
Бронзовий призер Олімпійських Ігор 1952 року.